# ATP Finals 2020 - Doppio
ATP Finals 2020 - Doppio: Pierre-Hugues Herbert e Nicolas Mahut erano i detentori del titolo, ma non si sono qualificati per questa edizione.
In finale Wesley Koolhof e Nikola Mektić hanno sconfitto Jürgen Melzer e Édouard Roger-Vasselin con il punteggio di 6-2, 3-6, [10-5].

## Teste di serie
1. Mate Pavić /  Bruno Soares (round-robin)
2. Rajeev Ram /  Joe Salisbury (semifinale)
3. Kevin Krawietz /  Andreas Mies (round-robin)
4. Marcel Granollers /  Horacio Zeballos (semifinale)

1. Wesley Koolhof /  Nikola Mektić (campioni)
2. John Peers /  Michael Venus (round-robin)
3. Jürgen Melzer /  Édouard Roger-Vasselin (finale)
4. Łukasz Kubot /  Marcelo Melo (round-robin)

### Riserve
1. Jamie Murray /  Neal Skupski (non hanno giocato)

1. Max Purcell /  Luke Saville (non hanno giocato)

## Tabellone

### Legenda
| - Q = Qualificato - WC = Wild card - LL = Lucky loser | - ALT = Alternate - SE = Special Exempt - PR = Protected Ranking | - w/o = Walkover - r = Ritirato - d = Squalificato |

 Parte finale 
|  | Semifinali | Semifinali                           | Semifinali                         | Semifinali | Semifinali |  |  | Finale | Finale                               | Finale | Finale | Finale |  |
|  |            |                                      |                                    |            |            |  |  |        |                                      |        |        |        |  |
|  | 7          | Jürgen Melzer Édouard Roger-Vasselin | 64                                 | 6          | [11]       |  |  |        |                                      |        |        |        |  |
|  | 2          | Rajeev Ram Joe Salisbury             | 7                                  | 3          | [9]        |  |  | 7      | Jürgen Melzer Édouard Roger-Vasselin | 2      | 6      | [5]    |  |
|  | 5          | Wesley Koolhof Nikola Mektić         | Wesley Koolhof Nikola Mektić       | 6          | 6          |  |  | 5      | Wesley Koolhof Nikola Mektić         | 6      | 3      | [10]   |  |
|  | 4          | Marcel Granollers Horacio Zeballos   | Marcel Granollers Horacio Zeballos | 3          | 4          |  |  |        |                                      |        |        |        |  |

 Gruppo Bob Bryan 
|   |                                      | Pavić Soares           | Granollers Zeballos    | Peers Venus          | Melzer Roger-Vasselin | RR V–P       | Set V–P      | Game V–P       | Classifica |
| 1 | Mate Pavić Bruno Soares              |                        | 6(4)–7, 7–6(4), [8–10] | 6(2)–7, 6–3, [10–8]  | 6(6)–7, 6–1, [10–4]   | 2–1 (66.67%) | 5–4 (55.56%) | 39–32 (54.93%) | 3          |
| 4 | Marcel Granollers Horacio Zeballos   | 7–6(4), 6(4)–7, [10–8] |                        | 7–6(2), 7–5          | 6–6(0–1), rit.*       | 2–1 (66.67%) | 4–3 (57.14%) | 34–30 (53.13%) | 2          |
| 6 | John Peers Michael Venus             | 7–6(2), 3–6, [8–10]    | 6(2)–7, 5–7            |                      | 6–2, 6(4)–7, [10–12]  | 0–3 (0%)     | 2–6 (25%)    | 33–37 (47.14%) | 4          |
| 7 | Jürgen Melzer Édouard Roger-Vasselin | 7–6(6), 1–6, [4–10]    | 6–6(1–0), rit.*        | 2–6, 7–6(4), [12–10] |                       | 2–1 (66.67%) | 5–3 (62.5%)  | 24–31 (43.64%) | 1          |

La classifica viene stilata in base ai seguenti criteri: 1) Numero di vittorie; 2) Numero di partite giocate; 3) Scontri diretti (in caso di due giocatori pari merito); 4) Percentuale di set vinti o di game vinti (in caso di tre giocatori pari merito); 5) Decisione della commissione
* Il ritiro di Granollers e Zeballos conta come una sconfitta per due set a zero.
 Gruppo Mike Bryan 
|   |                              | Ram Salisbury          | Krawietz Mies          | Koolhof Mektić         | Kubot Melo          | RR V–P       | Set V–P     | Game V–P       | Classifica |
| 2 | Rajeev Ram Joe Salisbury     |                        | 7–6(5), 6(4)–7, [10–4] | 6(5)–7, 0–6            | 7–5, 3–6, [10–5]    | 2–1 (66.67%) | 4–4 (50%)   | 31–37 (45.59%) | 2          |
| 3 | Kevin Krawietz Andreas Mies  | 6(5)–7, 7–6(4), [4–10] |                        | 7–6(3), 6(4)–7, [7–10] | 6–2, 7–6(5)         | 1–2 (33.33%) | 4–4 (50%)   | 39–36 (52%)    | 3          |
| 5 | Wesley Koolhof Nikola Mektić | 7–6(5), 6–0            | 6(3)–7, 7–6(4), [10–7] |                        | 4–6, 7–6(2), [8–10] | 2–1 (66.67%) | 5–3 (62.5%) | 38–32 (54.29%) | 1          |
| 8 | Łukasz Kubot Marcelo Melo    | 5–7, 6–3, [5–10]       | 2–6, 6(5)–7            | 6–4, 6(2)–7, [10–8]    |                     | 1–2 (33.33%) | 3–5 (37.5%) | 32–35 (47.76%) | 4          |

La classifica viene stilata in base ai seguenti criteri: 1) Numero di vittorie; 2) Numero di partite giocate; 3) Scontri diretti (in caso di due giocatori pari merito); 4) Percentuale di set vinti o di game vinti (in caso di tre giocatori pari merito); 5) Decisione della commissione

## Punteggi e vincite
- Il vincitore del torneo è in grassetto.

|                                      | Punteggio ATP | Quota partecipazione | Premio round-robin | Premio fase finale | Vincite totali |
| ------------------------------------ | ------------- | -------------------- | ------------------ | ------------------ | -------------- |
| Wesley Koolhof Nikola Mektić         | 1300          | 68 500 $             | 60 000 $           | 126 000 $          | 254 500 $      |
| Jürgen Melzer Édouard Roger-Vasselin | 800           | 68 500 $             | 60 000 $           | 56 000 $           | 184 500 $      |
| Marcel Granollers Horacio Zeballos   | 400           | 68 500 $             | 60 000 $           | 0 $                | 128 500 $      |
| Mate Pavić Bruno Soares              | 400           | 68 500 $             | 60 000 $           | 0 $                | 128 500 $      |
| Rajeev Ram Joe Salisbury             | 400           | 68 500 $             | 60 000 $           | 0 $                | 128 500 $      |
| Krawietz Mies                        | 200           | 68 500 $             | 30 000 $           | 0 $                | 98 500 $       |
| Łukasz Kubot Marcelo Melo            | 200           | 68 500 $             | 30 000 $           | 0 $                | 98 500 $       |
| John Peers Michael Venus             | 0             | 68 500 $             | 0 $                | 0 $                | 68 500 $       |